# Amoxicil·lina
L'amoxicil·lina és una penicil·lina semisintètica semblant a ampicil·lina, amb una millor biodisponibilitat per via oral que aquesta última. A causa de la seua millor absorció gastrointestinal, l'amoxicil·lina ocasiona uns majors nivells d'antibiòtic en sang i uns menors efectes gastrointestinals (en particular, diarrea) que l'ampicil·lina. L'amoxicil·lina té un espectre d'activitat antibacteriana superior al de la penicil·lina, si bé no és estable enfront de les beta-lactamases.
Els següents microorganismes són considerats, per regla general, susceptibles a l'amoxicil·lina: Actinomyces sp.; Bacillus anthracis; Prevotella melaninogenica; Bifidobacterium sp.; Bordetella pertussis; Borrelia burgdorferi; Brucella sp.; Clostridium perfringens; Clostridium tetani; Corynebacterium diphtheriae; Eikenella corrodens; Enterococcus faecalis; Erysipelothrix rhusiopathiae; Escherichia coli; Eubacterium sp.; Haemophilus influenzae (beta-lactamasa negativa); Helicobacter pylori; Lactobacillus sp.; Listeria monocytogenes; Neisseria meningitidis; Peptococcus sp.; Peptostreptococcus sp.; Propionibacterium sp.; Proteus mirabilis; Salmonella enteritidis; Salmonella sp.; Salmonella typhi; Shigella sp.; Staphylococcus sp. (beta-lactamasa negativa i sensible a meticilina/oxacilina només); Streptococcus agalactiae (estreptococs del grup B); Streptococcus dysgalactiae; Streptococcus pneumoniae; Streptococcus pyogenes (grup A beta-hemolítics); Treponema pallidum; Vibrio cholerae; Viridans streptococci.

## Mecanisme d'acció
Els antibiòtics β-lactàmics com l'amoxicil·lina són bactericides. Actuen inhibint l'última etapa de la síntesi de la paret cel·lular bacteriana unint-se a unes proteïnes específiques anomenades PBPs (Penicillin-Binding Proteins) localitzades a la paret cel·lular. En impedir que la paret cel·lular es construesca correctament, l'amoxicil·lina ocasiona, en últim terme, la lisi del bacteri i la seua mort. L'amoxicil·lina no resisteix l'acció hidrolítica de les beta-lactamases de molts estafilococs, per la qual cosa no s'usa en el tractament d'estafilocòccies. Encara que l'amoxicil·lina és activa enfront dels estreptococs, molts ceps s'estan tornant resistents mitjançant mecanismes diferents de la inducció de β-lactamases, per la qual cosa l'addició d'àcid clavulànic no augmenta l'activitat de l'amoxicil·lina enfront d'aquests ceps resistents. Atés que molts altres gèrmens s'estan tornant resistents a l'amoxicil·lina, es recomana realitzar un antibiograma abans d'instaurar un tractament amb amoxicil·lina, sempre que això siga possible.
Una xicoteta quantitat de l'amoxicil·lina s'excreta en la llet materna. En canvi, l'amoxicil·lina no creua la barrera placentària.

## Indicacions i posologia
L'amoxicil·lina està indicada en el tractament d'infeccions sistèmiques o localitzades causades per microorganismes gram-positius i gram-negatius sensibles, en l'aparell respiratori, tracte gastrointestinal o genitourinari, de pell i teixits blans, neurològiques i odontoestomatològiques. També està indicat en la borreliosi o malaltia de Lyme, en el tractament de la infecció precoç localitzada (primer estadi o eritema migratori localitzat) i en la infecció disseminada o segon estadi. Tractament d'erradicació d'H. pylori en associació amb un inhibidor de la bomba de protons i si és procedent a altres antibiòtics: úlcera pèptica, limfoma gàstric tipus MALT, de baix grau. Prevenció d'endocarditis bacteriana (produïdes per bacterièmies post-manipulació/ extracció dental).

### Tractament d'infeccions moderades a severes per gèrmens sensibles

#### Administració oral[3]
- Adults, adolescents i xiquets de més de 40 kg: les dosis recomanades són de 500 mg cada 12 hores o 250 mg cada 8 hores. En el cas d'infeccions molt severes o causades per gèrmens menys susceptibles, les dosis poden augmentar-se a 500 mg cada 8 hores.
- Lactants i xiquets de < 40 kg: per a infeccions moderades, les dosis recomanades són de 20 mg/kg/dia dividits en dosi cada 8 hores o 25 mg/kg/dia en dosi cada 12 hores. Aquestes dosis es poden augmentar fins a 40 mg/kg/dia en tres administracions o a 45 mg/kg/dia en dues administracions.
- Nadons i lactants de < 3 mesos d'edat: la màxima dosi recomanada és de 30 mg/kg/dia en dues dosis al dia.

## Contraindicacions i precaucions
L'amoxicil·lina està contraindicada en pacients amb al·lèrgies conegudes les penicil·lines, cefalosporines o a l'imipenem. Els pacients amb al·lèrgies, asma o febre del fenc són més susceptibles a reaccions al·lèrgiques a les penicil·lines.
L'amoxicil·lina està classificat en la categoria B de risc per a l'embaràs. Les dades en animals indiquen que el fàrmac no és teratogènic i, en general, les penicil·lines són considerades com a fàrmacs segurs durant l'embaràs. L'amoxicil·lina s'excreta en la llet materna en xicotetes quantitats i pot produir borradura, diarrea o superinfeccions en els lactants. S'hauran de considerar aquests riscos per al lactant quan es prescriga un tractament amb amoxicil·lina a la mare.
L'amoxicil·lina s'ha d'usar amb precaució en pacients amb leucèmia limfàtica que són més susceptibles a les borradures. El mateix ocorre en els pacients amb SIDA, altres infeccions virals i especialment en els pacients amb mononucleosi.

## Interaccions i reaccions adverses
En moltes ocasions, els antibiòtics aminoglucòsids es mostren sinèrgics amb l'amoxicil·lina davant enterococs i estreptococs del grup B. Tanmateix, per existir una incompatibilitat química, ambdós antibiòtics no s'han de mesclar ni administrar al mateix temps.
L'ús concomitant de l'amoxicil·lina i l'àcid clavulànic millora l'activitat antibacteriana de l'amoxicil·lina enfront dels bacteris que produeixen beta-lactamases com la H. influenzae. Aquesta interacció és aprofitada i hi ha associacions d'amoxicil·lina + àcid clavulànic.
L'amoxicil·lina pot reduir l'eficàcia dels anticonceptius orals que contenen estrògens degut, bé a una estimulació del metabolisme d'aquests, bé a una reducció de la seua circulació enterohepàtica en reduir-se la flora gastrointestinal per acció de l'antibiòtic. La nifedipina sembla augmentar les absorció de l'amoxicil·lina estimulant el transport actiu de l'antibiòtic a través de l'epiteli intestinal. No obstant aquesta interacció sembla no tenir cap significat clínica
La bromelaïna augmenta l'absorció de l'amoxicil·lina. Es va observar que 80 mg de bromelaïna administrats conjuntament amb l'amoxicil·lina augmentava els nivells plàsmics de l'antibiòtic, encara que es desconeix el mecanisme d'aquesta interacció.
S'han observat falsos positius als tests de glucosa en orina de pacients tractats amb penicil·lines, en les proves que usen solució de Benedict o de Fehling o Clinitest®. Tanmateix, aquesta interacció no es produeix amb les tires reactives basades en la glucosa.
Els efectes secundaris més freqüents són els associats a reaccions d'hipersensibilitat i poden anar des de la borradura sense importància a serioses reaccions anafilàctiques. S'ha descrit eritema multiforme, dermatitis exfoliativa, borradura macul·lo-papul·lar amb eritema, necròlisi epidèrmica tòxica, síndrome de Stevens-Johnson, vasculitis i urticària. Aquestes reaccions adverses són reversibles en discontinuar el tractament.